# Stary Cmentarz Komunalny w Stargardzie
Stary Cmentarz Komunalny w Stargardzie – jest największym i najstarszym spośród istniejących współcześnie nekropolii w tym mieście.
Cmentarz został założony w 1910, jako przedłużenie starszego cmentarza (obecnie Park Batorego). Nosił wtedy nazwę – Nowy Cmentarz (Neuen Friedhof).

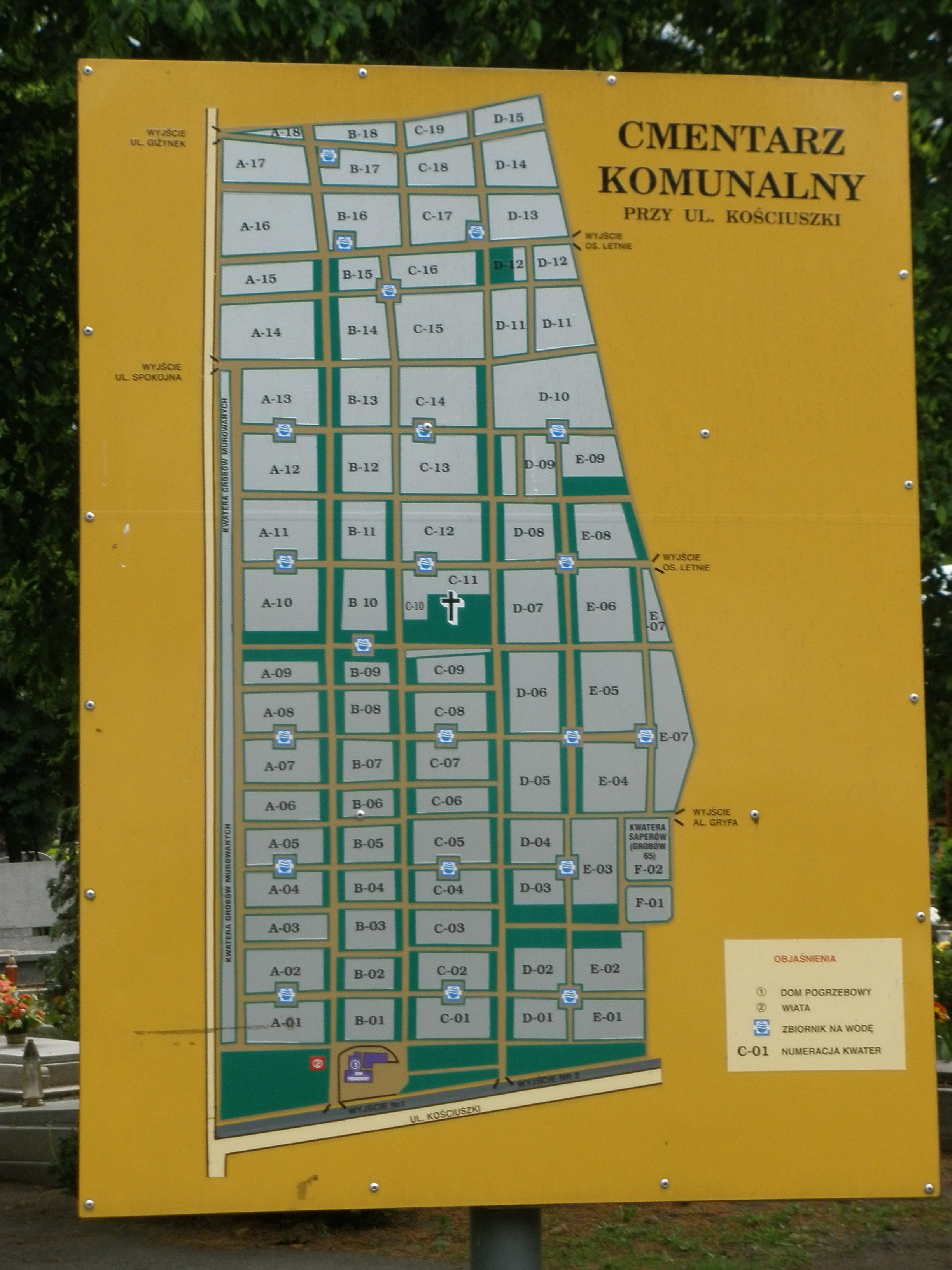
Plan cmentarza

Nekropolia położona jest pomiędzy ul. Kościuszki (brama główna), Spokojną i Przedwiośnie. Jego łączna powierzchnia wynosi blisko 20 ha i spoczywa tu ponad 25 tysięcy mieszkańców Stargardu. Jest porośnięty licznymi gatunkami drzew i krzewów. Spotkać tu można m.in. sosny wejmutki, buki zwyczajne, kasztanowce, dęby, wiązy i lipy. Przy głównej alei, biegnącej ze wschodu na zachód, i przy jednej z jej przecznic rośnie ponad 80 drzewiastych okazów leszczyny tureckiej, wysokości ponad 10 m, które zasadzono tu najprawdopodobniej już przy wytyczaniu cmentarza.
Na terenie cmentarza znajduje się wydzielona kwatera, w której spoczywają szczątki 64 saperów i dwóch sanitariuszek poległych w czasie rozminowywania miasta w 1945 roku. W pobliżu bramy głównej znajduje się tablica oddająca hołd zmarłym stargardzianom – Niemcom i Polakom, obok niej posadowione są dwie przedwojenne tablice nagrobne.
Przy bramie głównej znajduje się dom pogrzebowy i pomieszczenia administracyjne cmentarza.
W związku z przepełnieniem cmentarza w 2002 oddano do użytku Nowy Cmentarz, na Giżynku. Obecnie na cmentarzu nie ma już wolnych kwater, a pogrzeby dokonywane są jedynie w miejscu zlikwidowanych, nieopłaconych grobów.

## Pochowani na Starym Cmentarzu Komunalnym
- Stanisław Dłubała - prezydent Stargardu w latach 1975-1981
- Marek Jasiński - kompozytor muzyki poważnej i sakralnej
- Sławomir Leon Pajor - prezydent Stargardu w latach 2002-2017
- Bernard Pruski - kolarz szosowy i przełajowy, trener kolarski.
- Władysław Wojtakajtis - olimpijczyk, mistrz Polski w pływaniu